# Ратафія
Рата́фія — це солодкий алкогольний напій, який отримують шляхом мацерації фруктів, ягід, рослин або виноградного сусла в спирті (бренді, грапі, горілці або нейтральному спирті). Зазвичай додають цукор, що надає йому сиропоподібної текстури та солодкого смаку. Міцність різновидів ратафій залежно від способу виробництва, складників, регіональних особливостей може перебувати в діапазоні від 15 до 50 % об. Через міцність ратафію іноді класифікують як лікер чи горілку, хоча вона вирізняється методом виробництва, який, зокрема, не передбачає дистиляції.
Ратафії застосовують як аперитиви, які стимулюють апетит, десертні напої (дигестиви), у складі заморожених десертів (парфе, сорбетів), коктейлів, використовують для просочування печива, бісквітів, начинок тортів тощо.

## Походження назви
Ратафія — це термін, який використовується в англійській, гасконській, іспанській, італійській, каталонській, німецькій, польській, українській, французькій мовах. Походження слова є суперечливим. За одними джерелами назва ратафія походить від тосту з XVII ст., який виголошували креоли французького походження, коли успішно довершували торг: партнери потискали руки, вигукували латиною «Rata fiat (conventio)!» (укр. «Нехай домовленість стане чинною!») і запивали угоду келихом настоянки. Подібної думки дотримується й Хауме Фабреґа — каталонський письменник і гастроном.
1868 року письменник з Терамо Алессіо де Берардініс, розповідаючи про ратафію з Абруццо, яку виготовляють з чорної вишні з додаванням цукру, спирту та вина з винограду Монтепульчано, у своїй праці «Ricordi sulla maniera di manifatturare vini e licuri» (укр. «Нотатки щодо способів виготовлення вин і лікерів») пояснює, що лікеру була надана назва від давнього звичаю, за яким посли воюючих держав, коли укладали мирну угоду, пили цей лікер, вимовляючи латинські слова «Pax rata fiat!» (укр. «Нехай буде затверджений мир!»). За народною традицією Абруццо, ратафію пропонували нотаріуси під час укладання комерційних угод та нотаріальних чи юридичних актів. Після підписання угоди й рукостискання нотаріус вимовляв фразу «Pacta rata fiant!» (укр. «Нехай угоди будуть чинними!»).

## Історичні аспекти
Термін ратафія вперше зустрічається 1697 року в праці «La veritable maniere de faire toutes sortes d'eauxet de liqueurs a la mode D'Italie» (укр. «Трактат про справжній спосіб виробництва всіх видів вод та лікерів у італійському стилі») Оудіже, у якій він описує французькою мовою рецепти, зокрема червоної (вишневий сік, бренді, цукор, кориця, гвоздика, білий перець) та білої (вишневі, абрикосові кісточки, бренді, цукор та спеції) ратафій (фр. Rataphia). Цей термін поширився з кінця XVII ст., набувши максимального використання приблизно з 1770 по 1830 роки у час великої моди на ратафії. Французький винокур Артур Майль 1760 року прославився своїми лікерами «Ratafia des dames» (укр. Ратафія дам), «Ratafia des Sultanes» (укр. Ратафія султанів).
Найперше в 60-х роках XVIII ст. обов'язковим чи навіть єдиним компонентом ратафії були ядра кісточок різних плодів: абрикосів, вишень, волоських горіхів, персиків, слив, мигдалю. Французький автор кулінарних книг Джозеф Менон у своїй праці «Мистецтво метрдотеля-кондитера…» (1776 рік) подає рецепти ратафій з настояних на бренді подрібнених абрикосових кісточок з ядрами мигдалю , м'якоті вишень (з подрібненими кісточками), ожини та малини, цедрі цитрин, пелюстках троянд . Пізніше в XIX ст. більшість ратафій готували переважно тільки на м'якоті, соках і сиропах соковитих плодів: айви, абрикосів, винограду, вишень, полуниці, малини, смородини та ін. У деякі ратафії додавали прянощі: гвоздику, розмарин, кардамон, корицю (цинамон), м'яту, мускатний горіх, аніс. Обов'язковим компонентом ратафій завжди був цукор.
У «Посібнику для виробників лимонаду, морозива, кави й любителів чаю та кави», виданому в Парижі 1862 року, ратафіям присвячений окремий розділ, що підкреслює їхнє розмаїття й популярність серед французів у XIX ст. У книзі описані рецепти анісової (насіння анісу й бодяну), дягелевої (стебла і насіння дягелю з мускатним горіхом, корицею й коріандром), айвової (сік айви з корицею, гвоздикою, коріандром), абсентової (листя полину, ягоди ялівцю з корицею), кавової (кава з мацисом і подрібненим мигдалем), апельсинової (апельсинові квіти), малинової, гранатової, Гренобльської (чорні вишні, листя і сік з гвоздикою, корицею, мацисом), гвоздичної ратафій, ратафій вироблених з червоних ягід (вишня, малина, порічка, полуниця), з волоських горіхів, з подрібнених абрикосових кісточок та інших.
У XVIII ст. міцність ратафій доходила до 60-70 % об., надалі вона неухильно знижувалася та до кінця XVIII — початку XIX ст. становила 20 — 45 % об. Ратафії XVIII ст. виготовляли на основі високоякісного спирту, бренді, грапи чи горілки. Рецептура і технологія були розроблені дуже детально, опис виготовлення деяких ратафій займає по 2-3 сторінки. Як вважається, вже в XIX ст. ратафії стали менш поширеними у зв'язку з нерентабельністю виробництва (висока вартість, великі затрати праці, потреба в майстрах високої кваліфікації, вартісних матеріалах).

## Види ратафій
За сировиною ратафії можна поділити на декілька груп:
- ратафії із запахо-смаковою перевагою одного складника, наприклад, вишні, персика, малини тощо;
- ратафії змішані дво-, три- чи багатоскладникові, наприклад, малиново-вишнева, абрикосово-сливово-персикова з гармонізованим смаком і ароматом;
- ночіно (італ. nocino) — ратафії на основі зелених волоських горіхів;
- tutti-frutti — багатоскладникові ратафії, які виробляють з весни до осені в міру дозрівання ягід та фруктів.

За місцевістю виробництва, яке має свої специфічні рецепти, сировинні складники та застосування, виділяють ратафії середземноморських районів Іспанії, північного сходу Франції (Шампань, Бургундія), північно-західного (П'ємонт) та центральних регіонів (Молізе, Абруццо) Італії, регіонів Швейцарії (Тічино, Граубюнден). Дещо відмінні рецепти виготовлення ратафії в Україні та Польщі. У північній Італії ратафію виробляють також на основі сухофруктів.
Для ратафії немає певного кольору. Гама кольорів ратафії варіюється від темно-коричневого, червонувато-коричневого до помаранчевого, бурштинового, золотистого. Колір конкретної ратафії відображає її походження, сировину, рецепт виготовлення тощо.
Аромат ратафії також інформує про застосовані інгредієнти, спосіб виробництва чи вік. Аромат кінцевого продукту формується внаслідок поєднання первинного аромату інгредієнтів, вторинного аромату, отриманого в результаті мацерації, та третинного аромату, який утворюються під час витримування, дозрівання.
Маломіцні ратафії (15 % об. — 30 % об.) часто зараховують до лікерів, міцніші ратафії з міцністю понад 30 % об. — до солодких горілок. Виробництво ратафій приваблює простотою, оскільки на відміну від лікерів чи горілок не потребує процесів бродіння й дистиляції.

### Ратафії Франції
Ратафія Шампані (фр. Ratafia de Champagne) виробляється переважно в регіоні Шампань (Франція) для особистого споживання та п'ється злегка охолодженою як аперитив або із солодкими десертами. Спочатку виноград, переважно Шардоне та Піно Нуар, сушать. Наступної весни його замочують у виноградному суслі, започатковуючи відносно коротке бродіння, яке зупиняють додаванням бренді або сусла, збільшуючи вміст алкоголю до 17–23 % об. Потім ратафію витримують щонайменше рік у резервуарах з неіржавної сталі або в дерев'яних бочках. Існують червоні, білі та рожеві сорти цієї ратафії.
За іншим рецептом цей аперитив отримують змішуванням свіжого виноградного соку (неферментованого) зі спиртом. Процес бродіння зупиняють додаванням спирту, що дозволяє зберегти оригінальні смакові якості винограду. Виноградне сусло зазнає мутації зі спиртом (процес бродіння зупинився додаванням спирту до сусла, яке бродило). Витримування: 3 роки у дубових бочках об'ємом 600 літрів.
«Ratafia de Champagne» отримала від Міністерства сільського господарства Франції статус «географічного зазначення походження» IGP (фр. L'indication géographique protégée) 2015 року. За цим статусом напій отримують додаванням винного спирту (винний спирт, вичавковий спирт, винний дистилят) до виноградного сусла. Вичавки повинні бути виготовлені з того ж винограду, що й сусло. Реалізація продукту повинна здійснюватися після десятимісячного процесу дозрівання в резервуарах або бочках або після витримування в дерев'яних бочках протягом щонайменше трьох років. «Ratafia de Champagne» має бурштиновий колір, фруктовий аромат і збалансований смак, який не є ні надто кислим, ні надто солодким, вміст алкоголю від 16 до 22 % об.
Ратафію Бургундії виготовляють шляхом змішування виноградного сусла (неферментованого соку) з бренді «Marc de Bourgogne» міцністю 40 % об., яке виробляють шляхом дистиляції виноградних вичавок з червоного або білого винограду, що належать до таких сортів винограду Бургундії: аліготе, шардоне, піно-нуар, піно грі, піно блан, совіньйон тощо. Увечері в день збору врожаю відтиснутий виноград дає солодкий виноградний сік, який, якщо його залишити бродити, перетворюється на вино. Щоб зупинити бродіння, 2/3 виноградного соку змішують з 1/3 «Marc de Bourgogne». Таким чином, продукт зберігає весь свій натуральний цукор і після витримування у дубових бочках протягом 12–18 місяців стає знаменитою «Ратафією Бургундії» (фр. Ratafia de Bourgogne) з вмістом алкоголю 16 % об. — до 17 % об.
Бургундська ратафія традиційно є аперитивом. Дехто насолоджується нею в кінці трапези після кави замість солодкого лікеру. Її також смакують в сорбеті або додають для покращення фруктових салатів, соусів. Вона добре поєднується і з шоколадним десертом, і з блакитним сиром, таким як рокфор.

### Ратафії Італії
Один із найстаріших і найхарактерніших п'ємонтських лікерів — «Ratafià di Andorno» з чорною вишнею. Вже 1600 року цистерціанський орден у монастирі Санта-Марія-делла-Сала в Андорно виготовляв такий лікер, який пізніше отримав назву «Ратафіа». 1880 року скульптор і столяр Джованні Рапа в долині в Андорно-Мікка в провінції Б'єлла заснував лікеро-горілчаний завод, на якому окрім інших трунків виробляв ратафію. Завод працює й донині. Дотримуючись давніх рецептів Джованні Рапи, він виробляє під торговою маркою «Ratafià di Andorno» ратафії з чорної вишні («Liquore di ciliege»), ягід ялівцю, настояних на чистому спирті зі спеціями («Ratafià di Ginepro»), із соку абрикосів, цукру та ароматизаторів («Liquore di albicocca»), зелених волоських горіхів, настояних у спирті («Liquore di noci»).
Проте, основним популярним продуктом була і залишається оригінальна «Ratafià di Andorno» з чорною вишнею, яку виготовляють із соку цінних сортів чорних вишень, цукру з додатком ароматизаторів. Вона особливо цінується за свій солодкий та запашний смак. Легкий вміст алкоголю (26 % об.) робить її трунком, який подобається всім. Рекомендується пити його охолодженим, з льодом або чистим. Може використовуватися як інгредієнт для приготування десертів, з фруктовим салатом чи морозивом.

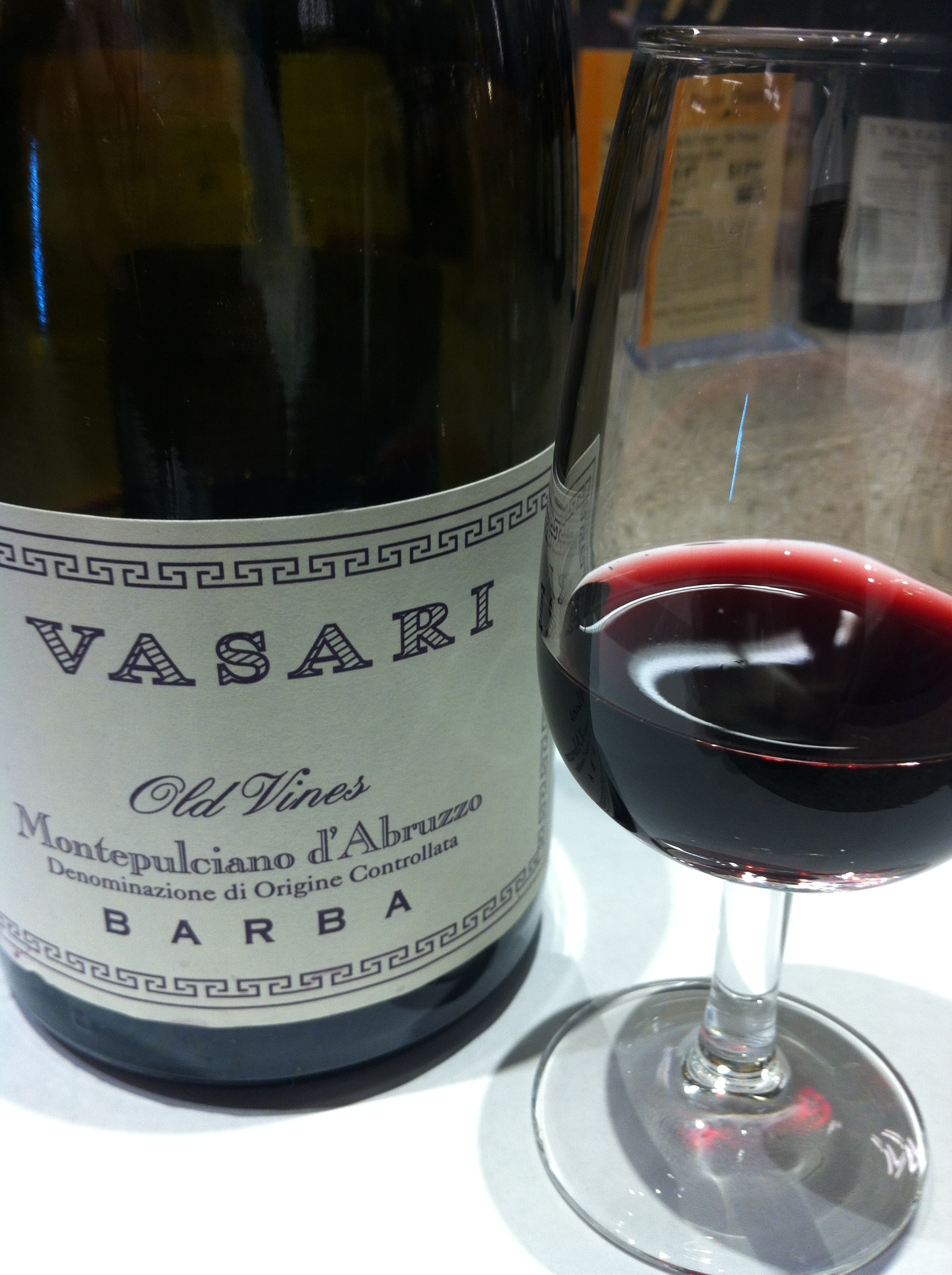
Вино Монтепульчано д'Абруццо — складник місцевої ратафії

У центральному регіоні Італії (зокрема в Молізе та Абруццо) ратафію виготовляють виключно зі свіжої вишні та вин «Монтепульчано д'Абруццо». Там вона була одним із головних лікерів ще в XVIII та XIX століттях. Зокрема ратафія «Санто Спіріто», відома у всьому Абруццо, на основі вишні та червоного вина, отриманого з винограду сорту Монтепульчано. Традиційно її виготовляють, поміщаючи цілі або без кісточок стиглі вишні та цукор у скляні ємності, які витримують на сонці приблизно 30 днів, щоб прискорити бродіння. Після додавання вина «Montepulciano d'Abruzzo DOC», отриманий продукт, періодично струшуючи, залишають для мацерації, поки він не дозріє (не менш як місяць чи до пів року). Потім його фільтрують та розливають у пляшки. «Санто Спіріто» — це традиційна ратафія із солодким та приємним смаком, міцністю 21 % об. Її колір насичений рубіново-червоний з ледь помітними відтінками фіолетового, а характерний аромат видає нотки лісових ягід з переважанням чорної вишні. Зазвичай ратафію вживають молодою, щоб краще відчути свіжість ароматів. Її смак інтенсивний, солодкий, а контрастна кислинка вишні надає смаку ідеального балансу. Якщо потрібно збільшити міцність ратафії, додають спирт для збільшення вмісту алкоголю. Вишневі ратафії з Абруццо рекомендується вживати охолодженими до +2°C — +8°C під час їжі як супровід до десерту.
У регіоні Лаціо, який зі сходу межує з Абруццо й Молізе, до вишневої ратафії додають кілька крапель кави разом з корицею та ваніллю. Цей лікер із солодким і приємним смаком, залежно від технології виробництва містить алкоголь від 10 % об. до 20 % об., має насичений червоний колір і характерний запах чорної вишні та ягід. Зазвичай його також вживають молодим, щоб краще відчути аромат.
Міністерство сільського господарства, продовольства та лісового господарства Італії захищає географічні зазначення походження IGP для ратафій, які виробляються в П'ємонті, Абруццо, Валле-д'Аоста та Лаціо.

### Ночіно
Ночіно — це ратафія із зелених волоських горіхів (італ. noci — волоські горіхи, італ. nocino — зменшувальна форма), яка є найпопулярнішим дигестивом в італійській Швейцарії. Термін «ночіно» був запроваджений відносно недавно, на початку ХХ століття раніше напій був відомий під назвою «ратафія». Оригінальний рецепт ночіно приписують ченцям монастиря Санта-Марія-дей-Фраті-Капучіні в Бігоріо (італійськомовний кантон Швейцарії Тічино), чиє поселення датується приблизно 1535 роком. Ченці виробляли грапу щонайменше з XIX століття, а ночіно — щонайменше сто років. Однак, невідомо, хто першим почав виготовляти цю ратафію. По всьому Тічино ратафія було прерогативою ченців, більшість монастирів готували її самостійно, за персоналізованими рецептами. Її виробництво було і залишається поширеним серед населення. Рецепт ратафії ченців Бігоріо залишився незмінним, але щороку дещо змінюється, адаптуючись до якості волоських горіхів на момент збору врожаю, вибору правильної грапи та відповідного дозування спецій. Для ченців ночіно було лікером, який пропонували благодійникам та друзям, які відвідували монастир.
У традиційному виконанні ночіно — це солодко-гіркий, густий і дуже темний (майже чорний) алкогольний напій. Домашнє виробництво ночіно поширене по всьому кантону Тічино, його готують також і професіонали. У Тічино волоський горіх росте повсюди й зустрічається навіть на високогір'ї до 1200 м над рівнем моря. Традиційно мешканці кантону збирали горіхи наприкінці червня в період Різдва Івана Хрестителя. Вважалося, що у цей період у плодах концентрується найбільша кількість корисних речовин. День збору змінюється залежно від висоти над рівнем моря та кліматичних особливостей сезону. Щоб перевірити, чи волоські горіхи ще не дозріли та чи вони все ще містять рідину, їх протикають шпилькою. Якщо шкаралуща протикається наскрізь, це означає, що вона ще не сформувалася, і тому горіхи придатні для виготовлення ратафії. Для свого ночіно домашні виробники використовують непарну кількість горіхів, оскільки парна кількість вважається поганою прикметою. У кожній родині ночіно готують по-різному. Існує багато рецептів, кожен зі своїми секретами. Практично у всіх рецептах загальними інгредієнтами є незрілі волоські горіхи, грапа, цукор. Як ароматизатори можуть додаватися кориця, ваніль, гвоздика, ялівець; у деяких рецептах — кавові зерна, цедра цитрини, мускатний горіх тощо. Ночіно готується методом мацерації — вимочуванням інгредієнтів у грапі або чистому спирті. Внаслідок цього відбувається розчинення жирних кислот, які містять тверді ядерця горіха. Саме вони надають напою особливого горіхового смаку. Готовий лікер досить міцний, приблизно 60-70 % об. Водою можна зменшити міцність до 40 % об.
В Італії популярним ночіно є одна із типових ратафій Андорно «Ratafià di Noci», отримана шляхом настоювання недостиглих волоських горіхів у спирті. Ще зелені волоські горіхи збирали на Різдво Giovanni Battista (Івана Хрестителя) і подрібнені настоювали на чистому спирті з цукром та спеціями протягом кількох місяців. Після фільтрації ночіно був готовий. Джованні Рапа, який заснував 1880 року відомий завод «Antico Liquorificio» з виробництва лікерів та ратафій з фруктів і трав, розробив рецепт промислового виробництва «Ratafià di Noci». Її рекомендують пити саму або з льодом, вона добре поєднується з сирами, може бути важливим інгредієнтом для приготування десертів, фруктових салатів та морозива.
Рецепт домашнього виробництва ночіно. Волоські горіхи разом зі шкаралущею розрізають на чотири частини. У прозору скляну ємність наливають літр грапи та занурюють в неї приблизно 10-12 подрібнених волоських горіхів. Додають цукор (1/3 від грапи) та спеції за вибором, зазвичай це кориця, ваніль, гвоздика, кавові зерна, цедра цитрини чи мускатний горіх. Скляні контейнери виставляють на сонце терміном на сорок днів, щодня перемішуючи інгредієнти, щоб краще розкрилися аромати й щоб ночіно набуло темного кольору. Деякі виробники спочатку залишають у грапі лише волоські горіхи, додаючи цукор та ароматичні речовини пізніше. Таким чином, грапа поглинає менше цукру, і ночіно стає менш солодким. Під час мацерації волоські горіхи та інші інгредієнти вивільняють смаки та колір у грапу шляхом окиснення. Коли рідина поглинає речовини в потрібній мірі, тверді частини відокремлюють, а решту залишків спецій та волоських горіхів залишають відстоюватися. Потім рідину фільтрують і розливають у пляшки. Ратафію витримують щонайменше рік; що довше, то кращим стає ночіно. Після року витримки вміст алкоголю в ньому коливається від 30 до 40 % об., але може перевищувати й 40 % об. (особливо у ночіно промислового виробництва). Це дуже поширений лікер у всіх домівках, де його вживають щодня. Його п'ють як дигестив у невеликих кількостях або використовують для корекції кави. Його можна додавати для покращення смакових якостей горіхового або ванільного морозива.

### Каталонська ратафія

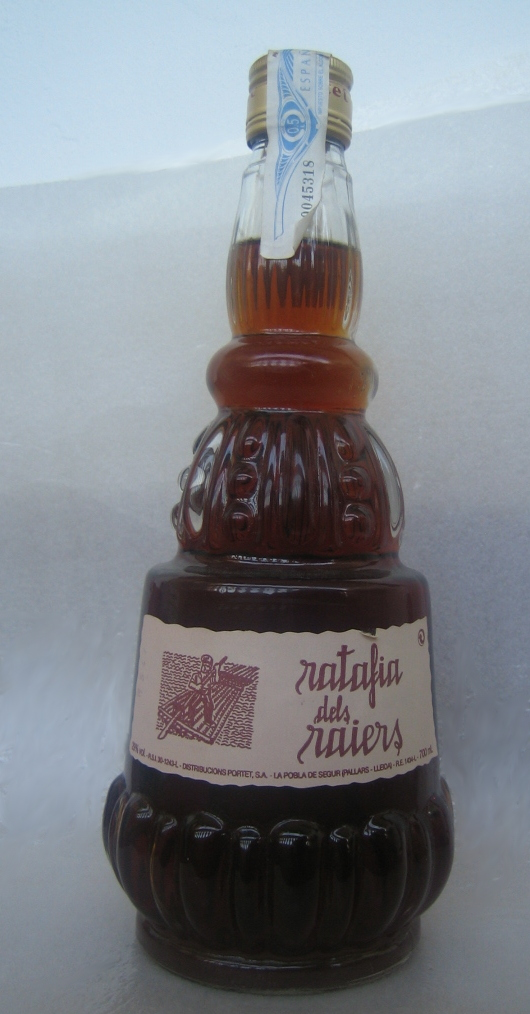
Ratafia dels Raiers — виготовлена мацерацією волоських і мускатних горіхів з понад 20 ароматичними рослинами та спеціями за рецептом Portet, Каталонія

Каталонська ратафія — лікер, який традиційно виготовляли у регіонах Каталонії шляхом мацерації зелених волоських горіхів у бренді (міг бути нейтральний або анісовий спирт). Для ароматизації додавали спеції (корицю, гвоздику, бодян, мускатний горіх) та сушені ароматичні трави, такі як шавлія, лимонна  вербена, чебрець, м'ята, базилік тощо, які зазвичай збирали за кілька днів свята Різдва Івана Хрестителя, коли вони, як вважалося, мають найбільшу інтенсивність аромату. Існує багато різновидів ратафії, значною мірою завдяки травам, які доступні в регіоні виробника. Тому кожен виробник мав свій власний рецепт і готував за ним авторські ратафії. Інгредієнти поміщали в скляну чи керамічну ємність, яку виставляли на сонце приблизно на 40 днів, що кілька днів перемішуючи вміст ємності.
Сучасна каталонська ратафія (бренд — ісп. Ratafía Catalana) — це лікер, виготовлений шляхом гідроспиртової мацерації зелених волоських горіхів протягом щонайменше двох місяців. Для його приготування також можна використовувати відповідні мацерації різних ароматичних рослин або їх дистиляти. До рідин, отриманих шляхом декантації, мацерації додають цукор, етиловий спирт сільськогосподарського походження та воду (питну, дистильовану або демінералізовану) до досягнення відповідного рівня алкоголю: «Ratafía Catalana» — 26-29 % об., «Ratafia Catalana ligera» (легка каталонська ратафія) — 23 % об. Для посилення карамельного кольору готового продукту можна використовувати сахарозну карамель. Готовий продукт повинен витримуватися щонайменше три місяці в дерев'яних ємностях місткістю не більше 1000 літрів. Каталонська ратафія є єдиним сортом ратафії в Іспанії, яка охороняється географічним зазначенням і регламентується відповідно до Наказу від 13 жовтня 1998 року Міністерства сільського господарства, продовольства та навколишнього середовища, опублікованого в Офіційному державному віснику (BOE № 256 від 26.10.1998). Зона виробництва та розливання ратафії за цим наказом охоплює всю територію Каталонії. «Ratafía Catalana» може продаватися лише в пляшках з кришталю або інших шляхетних матеріалів максимальною місткістю 1 літр.
Щороку в другі вихідні дні листопада з 1982 року в Санта-Колома-де-Фарнерс (столиця району Селва, Каталонія) проводять міжнародний Фестиваль ратафії, на якому конференції, концерти та літературні презентації на тему ратафії поєднані з ярмарком та конкурсом ратафій. Це місце продажу та дегустації ратафій, а також продуктів виготовлених з них. На традиційному щорічному ярмарку ратафії в Базалу, у якому беруть участь мешканці міста, обирається найкраща домашня ратафія в місті. Після визначення переможця найкращої ратафії розливається 700 пляшок ратафії, яка отримала нагороду. У дні ярмарку проводять дегустацію та конкурси з приготування солодощів та тістечок з ратафією. Подібні фестивалі та ярмарки організовують й інші міста Каталонії, зокрема Берґа, Сентельєс.

### Tutti-frutti
Характерною особливістю ратафій типу tutti-frutti є багатокомпонентність сировини у вигляді різних ґатунків ягід та фруктів, а також великий вміст цукру. Весь процес приготування таких напоїв може проходити з весни до осені, тому що тільки за такий час можна зібрати плоди, які дозрівають у різний час протягом року. До свіжих фруктів та ягід можуть додаватися сушені складники. Іноді ратафії готують змішуванням (купажуванням) свіжих соків, спирту, ароматизаторів і цукру.

### Польські ратафії
Старопольські ратафії — це переважно лікери tutti-frutti, тобто багатоскладникові лікери з різних фруктів. У різних польських джерелах можна знайти абсолютно різні рецепти, як їх готувати, оскільки існує багато видів ратафії. Весь процес приготування ратафії tutti-frutti може відбуватися з весни до осені, адже лише за такий тривалий час можна збирати плоди, які дозрівають у різний час протягом року. Загальний рецепт: ретельно помиті фрукти, з видаленими кісточками й плодоніжками, нарізають на дрібні шматки, закладають у бутель й засипають цукром. Через добу закладений інгредієнт заливають спиртом і закривають бутель до наступного пошарового засипання іншого складника в міру його дозрівання. Під зиму настоянку відціджують, розливають у пляшки, закорковують і залишають у темному, прохолодному місці на шість місяців. Після цього витримування ратафія буде готова до вживання.
У деяких рецептах головну роль, окрім фруктів, відіграє горілка, а в інших — спирт; деякі складніші, інші простіші. У складніших — використовуються сушені фрукти, горіхи, родзинки, інжир, глід, шипшина, пелюстки троянд.
Є ратафії, характерні для окремих місцевостей Польщі. До таких належить ратафія з Еуфемінува. Її історія пов'язана з Вільгельмом Фіксом, який на початку ХІХ століття переїхав з Лотарингії до Польщі й оселився в Ясені. Там він адаптував рецепт ратафії до географічних та кліматичних умов на землях сучасного Лодзинського воєводства. Для виробництва цієї ратафії використовують м'які фрукти, зібрані в районі Еуфемінува, які додають у послідовності дозрівання: ожина, лісова суниця, полуниця, вишня, смородина, бузина та малина. Необхідну кількість спирту розбавляють водою та цукром. Донині використовують два методи виробництва дистилятів з фруктів. Перший метод — фрукти подрібнюють і залишають бродити під дією природних дріжджів, що знаходяться в шкірці фруктів. У результаті бродіння цукор змінюється на низькоміцний спирт. Нагрівання цього продукту та його дистиляція дозволяє отримати високоміцний спирт. У другому методі, який застосовують для ніжних фруктів, фрукти додають до високоміцного спирту та мацерують, щоб витягти з них весь аромат і смак. За деякий час отриманий настій дистилюють. Другий з описаних методів нагадує метод виготовлення лікерів. Раніше, за рецептом, до ратафії додавали арак. Аромат араку маскував запах сивушних масел й ароматизував лікер, додаючи йому благородства. Нині замість араку додають ром. У Еуфемінуві під час святкування дня покровительки Святої Євфимії організовують щорічний конкурс лікерів, за участі й ратафії.

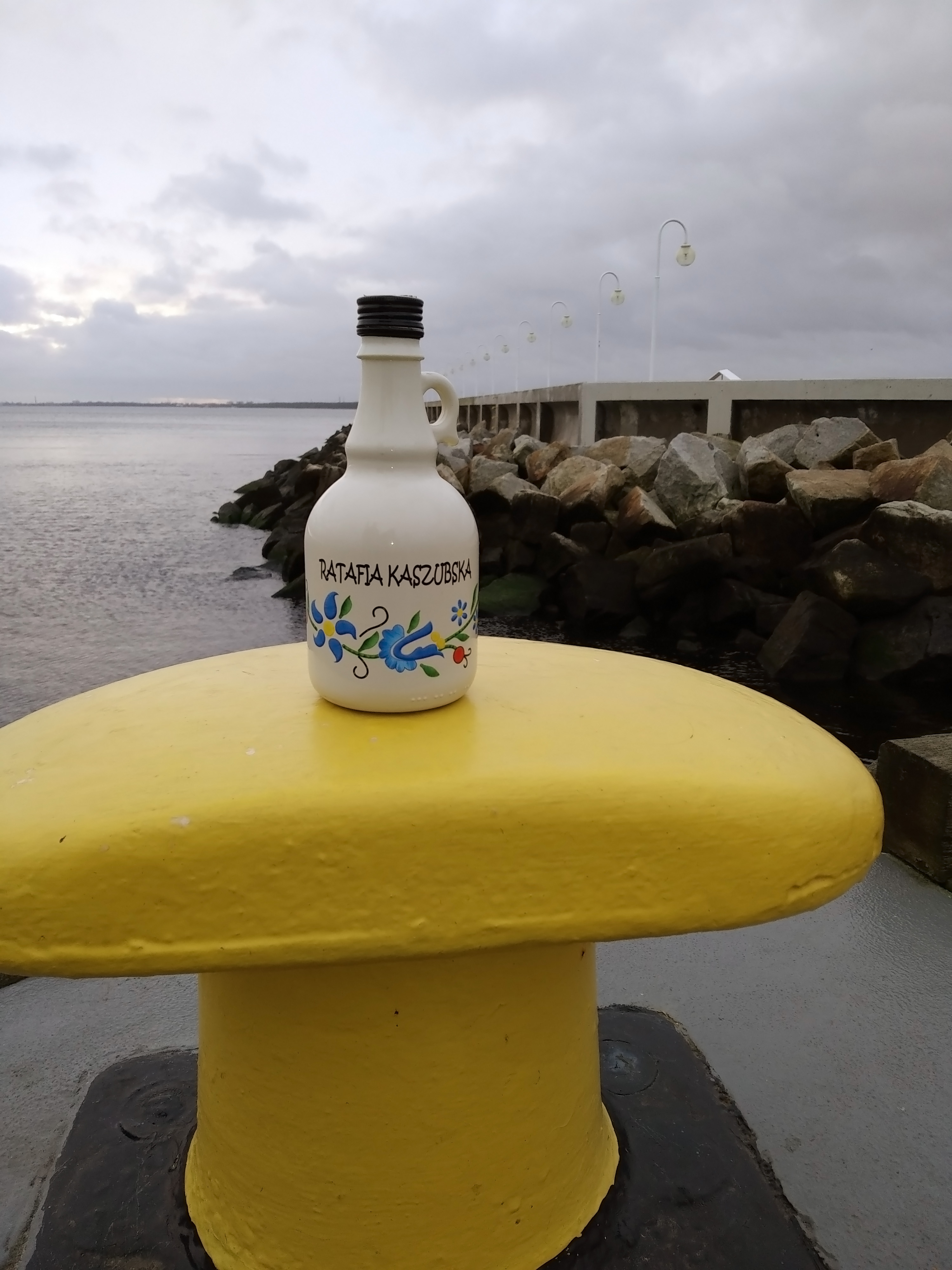
Кашубська вишнева ратафія

Ратафія Кашубська виробляється на території Кашубії — історичної області на півночі Польщі над Балтійським морем, де проживає корінне населення кашуби. Рецепт з XVIII ст. базується на мацерації м'якоті стиглих вишень з додатками малини протягом чотирьох-п'яти днів. Після цього додають горілку, цукор, спеції (коріандр та корицю). Після настоювання протягом тижня напій відціджують, розливають у пляшки, добре закорковують й поміщають у льох.
Сучасна «Ратафія Кашубська» — готується традиційним способом з місцевих стиглих плодів вишні та багатої суміші ароматичних трав з Кашубії та спецій. Складний технологічний процес полягає в мацерації інгредієнтів у спирті найвищої якості протягом відповідного періоду часу. Після необхідного підсолодження та регулювання вмісту алкоголю до 30 % об. отримана настоянка піддається процесу дозрівання протягом багатьох тижнів, щоб отримати свої характерні сенсорні властивості.

### Українські ратафії
У культурі споживання алкогольних напоїв в Україні ратафію зараховують радше до солодких горілок. Українські крафтові настоянки — ратафії належать до міцних спиртних напоїв, котрі мають тонкий аромат і солодкий смак. Їх готують спиртуванням ягідних та плодових настоїв з сушеними фруктами, травами, які зустрічаються в Україні, з використанням традиційних ароматизаторів і прянощів. Це ратафії з вишні, яблук, абрикосів, груш, персиків, аличі, айви, чорносливу, терену, глоду, шипшини, калини, обліпихи, м'яти. Для спиртування використовують харчовий спирт найбільшої концентрації — 75-95 об.%. 
Ратафію дуже полюбляли мешканці України в другій половині XVIII — на початку XIX століть.  На Галичині, Поділлі, Київщині, Волині її часто подавали як десертний або лікувальний напій у помірних дозах. Так, у волинських містах у XVIII ст. можна було посмакувати не лише імпортовані вина угорські чи французькі, вишукану горілку з Гданська, англійське пиво, але і місцеві горілки, ратафії, настоянки (вишняк, малиняк, слив'янку), питний мед, пиво (найбільш популярне) тощо. Для простого люду виготовляли міцний алкогольний напій під «маркою» проста чи ординарна горілка. У разі додавання різних трав, інгредієнтів і технічного оброблення з'являлися й престижніші види горілки — алембикова, оковита, анісова, цукрова й ратафія, які у різних варіаціях використовувалися у кулінарній справі, лікарській і ветеринарній практиках.
У книзі прибутків і видатків Острозького замку за 1775—1793 рр. зафіксовані рецепти кількох ґатунків горілки, до яких належали «персикова» та «золота» горілки, а також ратафія. Так, для виготовлення ратафії пропонувалося взяти три або чотири гарнці двічі перегнаної оковитої і додати ріпи та хрону. Після того необхідно взяти чорних вишень, очистити їх від кісточок, розмішати все та вкласти до алембика і залити оковитою. Вказану суміш пропонувалося перегнати та додати вишневого соку. Отриманий продукт необхідно було розмішати із цукром і відфільтрувати до пляшки. Після витримування створювалася смачна ратафія.
У радянський період ратафія майже зникла на теренах України з огляду на заборони, не витримавши конкуренції з простішими й дешевшими напоями. З відновленням державної незалежності та розвитком економіки  відроджується й виноробна галузь України, а разом і з нею виробництво ратафії. Від звичайних наливок українську ратафію відрізняє більший вміст алкоголю (може сягати 52 % об.) і вона не така солодка. Щоб її приготувати, ягоди чи фрукти настоюють на 90 % міцному дистиляті, а розведення до питної міцності відбувається лише на основі соку плодів.  Для приготування ратафій використовується велика кількість натуральних фруктів, ягід, та інших інгредієнтів, які настоюють з цукровим сиропом. Натуральні складники є незмінним принципом крафтового виробництва.

Домашня львівська ратафія tutti-frutti

Типова ратафія готується на ректифікованому етиловому спирті високої міцності 75-90 % об. Зрілу ягоду засипають у бутель і заливають спиртом так, щоб рідина вкрила ягоди. Витримують настоянку в теплому місці 3 доби, після чого рідина зливається з рослинної сировини. Готують сироп ― на 1 дм3 харчового спирту беруть 200 г цукру та 200 см3 пом'якшеної води. Розчин кип'ятять двічі. Перемішуючи, до гарячого сиропу додають спиртову настоянку, попередньо профільтровану через вугільний фільтр. Охолоджену суміш розливають у пляшки через вугільний фільтр. Закупорені пляшки ставлять у тепле місце на кілька тижнів, після чого обережно, намагаючись не скаламутити осад, переливають ратафію до іншого посуду. Ратафії споживають за кімнатної температури.
Ратафії, виготовлені вручну на основі горілки чи спирту високої якості за класичними та авторськими рецептами, вирізняються різноманітними гармонійними, часом екстраординарними смаками. Українські ратафії мають промовисті назви від виробників. Наприклад, ратафія «Чорний генерал» виготовлена з ягід чорної смородини. Окрім них, у складі — дистилят, ягоди, ваніль, кориця та фруктоза. «Бешкетний Вишняк», «Смаглява порічка», «Терпка айвівка» — назви цих ратафій вказують на основний сировинний компонент. «Ратафія полунична» з інтенсивним ароматом яскраво вираженого полуничного характеру та легкими трав'янистими нотками, отримана шляхом настоювання свіжих полуниць на дистиляті. У різних виробників можна зустріти ратафії на основі різноманітних інгредієнтів, прянощів, зокрема, ратафію м'ятну, ратафію з гвоздикою, ратафію з персикових кісточок, ратафію анісову, ратафію із суміші ягід (наприклад вишні, малини, порічки)
Близькими до ратафій є українські домашні горілки «Горіхівка» (на основі зелених волоських горіхів, спирту чи горілки), «Цитринівка» (настояні на горілці шкірки цитрин з додаванням цукрового сиропу).
В Україні під егідою Асоціації Крафтових Дистилерів України — зареєстрованої національної Громадської Спілки, яка представляє індустрію крафтових міцних алкогольних напоїв в Україні, проводяться щорічний професійний дегустаційній конкурс «Independent Craft» та премія «Ukrainian Craft Spirits Awards», які збирають виробників напоїв з усієї країни, щоб продемонструвати, чиї напої гідні статусу найкращих за результатами оцінювання професійного журі. У конкурсі беруть участь виробники найрізноманітніших категорій напоїв, зокрема і ратафій. Так, на конкурсі «Ukrainian Craft Spirits Awards 2025» в категорії лікери/ратафії Золоту медаль здобуло ночіно торгової марки «Гупалівка», Срібну медаль — «Ратафія Вишнева» торгової марки «Ципко», «Ратафія Полунична» торгової марки «Файна фляшка», Бронзову медаль — «Ратафія Полунична» і «Ратафія із Кизилу» торгової марки «Ципко».
Місто Львів регулярно організовує «Свято наливок і настоянок», яке нагадує, що це історичні напої України. Часто Свято приурочується до Книжкового форуму. Десятки учасників представляють сотні наливок і настоянок з різних куточків України. Так, на святі 18 вересня 2016 року кращими були визнані ратафії «Вишня, чилі, шоколад», «Полуниця та ревінь на абрикосовому дистиляті» і «Селера, груша та пивний біттер — на виноградному дистиляті» арт-гастрономічної групи з Києва.

### Ратафія у світі
Крім Європи, де ратафія поширена не тільки в південних країнах, але і в центральних та північних, таких як Німеччина, Нідерланди, Шотландія, Фінляндія, її виробляють і на інших континентах. У Бразилії ратафію виготовляють з волоських горіхів або червоних фруктів, а також з місцевих фруктів, таких як гуаява, пітанга тощо. В Австралії зустрічається ратафія, виготовлена з мусту й фруктового соку. Ратафію виготовляють у канадській провінції Онтаріо. У США — виноробня «Alexis Bailly Vineyard and Winery» з Міннесоти виготовляє ратафію на основі місцевого винограду й кріпленого вина.

## Ратафія в кондитерстві

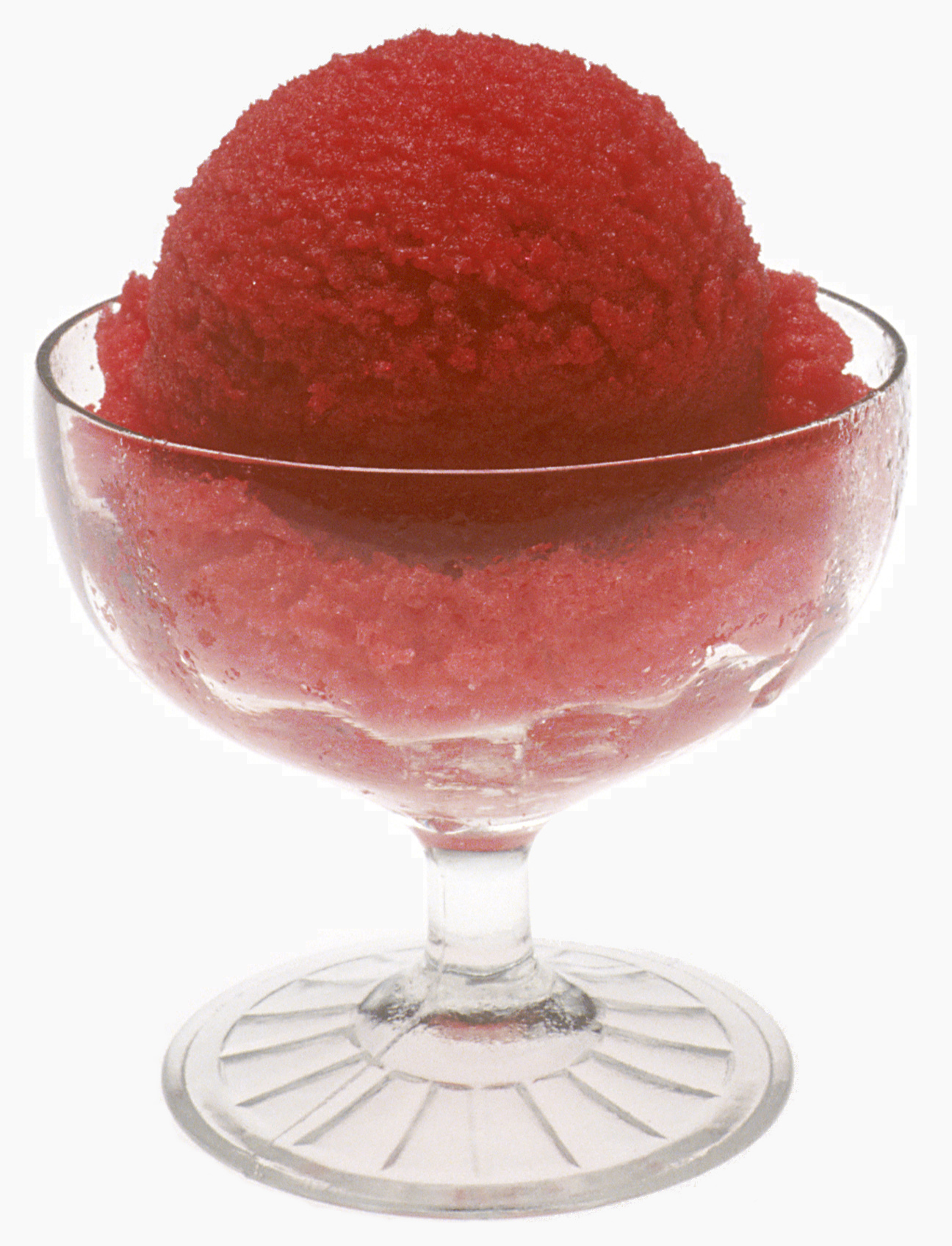
Малиновий сорбет

### Тістечка
- «Biscotti alla Ratafià» — маленькі італійські тістечка зі смаком вишневої ратафії з Абруццо.[63]
- «Ratafia biscuits» — легке печиво з мигдалевою есенцією. Його можна кришити в трайфл, пудинги або подавати до кави.[64]

### Желе
Крафтове желе, виготовлене з ратафії з чорної вишні з Абруццо, ідеально підходить до сирів. Солоне желе з виноградної ратафії з шафраном доповнює фуа-гра.

### Морозиво тасорбети
Морозиво з ратафією готують або на парфе, до якого додають лікер мараскіно й ратафію з кісточок чи винограду, або змішуючи ратафію з сорбетом (наприклад, ратафія з червоних фруктів, змішана з сорбетом із порічки або малини).
|       |
| Вишня |

|                        |
| Гроно чорної смородини |

|                 |
| Полуниця садова |

|               |
| Терен колючий |

|                        |
| Зелені волоські горіхи |

|        |
| Малина |

|       |
| Слива |

|          |
| Абрикоса |

|                           |
| Висушені бруньки гвоздики |

|          |
| Розмарин |

|                                          |
| Кардамон мелений і в стручках із зернами |

|                                         |
| Кориця: палички з кори, зерна та мелена |

|                |
| Мускатний оріх |

|       |
| М'ята |

|               |
| Насіння анісу |

|                 |
| Духмяний перець |